# Deniz Şilli
Deniz Şilli (ur. 4 listopada 1974) – turecki judoka.
Uczestnik mistrzostw świata w 1999 i 2001. Startował w Pucharze Świata w latach 1996, 1998-2002 i 2004. Srebrny medalista igrzysk śródziemnomorskich w 2001  roku.